# Julianne Moore
Julianne Moore, nata Julie Anne Moore Smith (Fort Bragg, 3 dicembre 1960), è un'attrice e scrittrice statunitense con cittadinanza britannica.
Ritenuta una delle migliori attrici della sua generazione, è stata candidata cinque volte all'Oscar, vincendolo nel 2015, e si è aggiudicata anche tre Golden Globe a fronte di dieci candidature, un Premio BAFTA, due Screen Actors Guild Awards, due Critics' Choice Awards e due Premi Emmy; inoltre è la seconda attrice donna nella storia (dopo Juliette Binoche) ad aver completato la cosiddetta "tripla corona europea della recitazione", ad essere cioè stata premiata a tutti e tre i principali festival cinematografici europei: l'Orso d'argento per la migliore attrice al Festival di Berlino, un Prix d'interprétation féminine al Festival di Cannes e due coppe Volpi per la migliore interpretazione femminile alla mostra del cinema di Venezia.
Dopo aver conseguito una laurea in teatro presso l'Università di Boston, inizia la propria carriera ricoprendo ruoli in alcune serie televisive, tra cui la soap opera Così gira il mondo. Il suo debutto cinematografico avviene nel 1990 con il film I delitti del gatto nero, mentre ha ottenuto successo a livello internazionale con Nine Months - Imprevisti d'amore (1995) e Il mondo perduto - Jurassic Park (1997).
A partire da fine anni novanta, viene acclamata dalla critica per il lavoro svolto in diverse pellicole cinematografiche. Ottiene le sue prime due candidature al premio Oscar grazie alle interpretazioni in Boogie Nights - L'altra Hollywood (1997) e Fine di una storia (1999), mentre viene candidata al premio Oscar 2003 sia come migliore attrice che come migliore attrice non protagonista rispettivamente per Lontano dal paradiso e The Hours. Nel 2012 veste i panni della politica Sarah Palin nel film per la televisione prodotto da HBO Game Change, per cui vince il suo primo Golden Globe e il secondo Premio Emmy.
Per la sua magistrale interpretazione di Alice Howland in Still Alice (2014), si aggiudica il Golden Globe per la migliore attrice in un film drammatico, il BAFTA alla migliore attrice protagonista, lo Screen Actors Guild Award per la migliore attrice cinematografica e soprattutto il Premio Oscar alla miglior attrice.

## Biografia
Nata in Carolina del Nord, è figlia di Anne Love, assistente sociale psichiatrica scozzese trapiantata negli Stati Uniti, e Peter Moore Smith, avvocato militare, giudice, pilota d'elicottero e colonnello dell'esercito.
Per via degli incarichi di suo padre, crebbe tra Stati Uniti ed Europa, diplomandosi nel 1979 presso la Frankfurt American High School di Francoforte sul Meno, nell'allora Germania Ovest, e laureandosi successivamente in teatro presso l'Università di Boston.

### Carriera

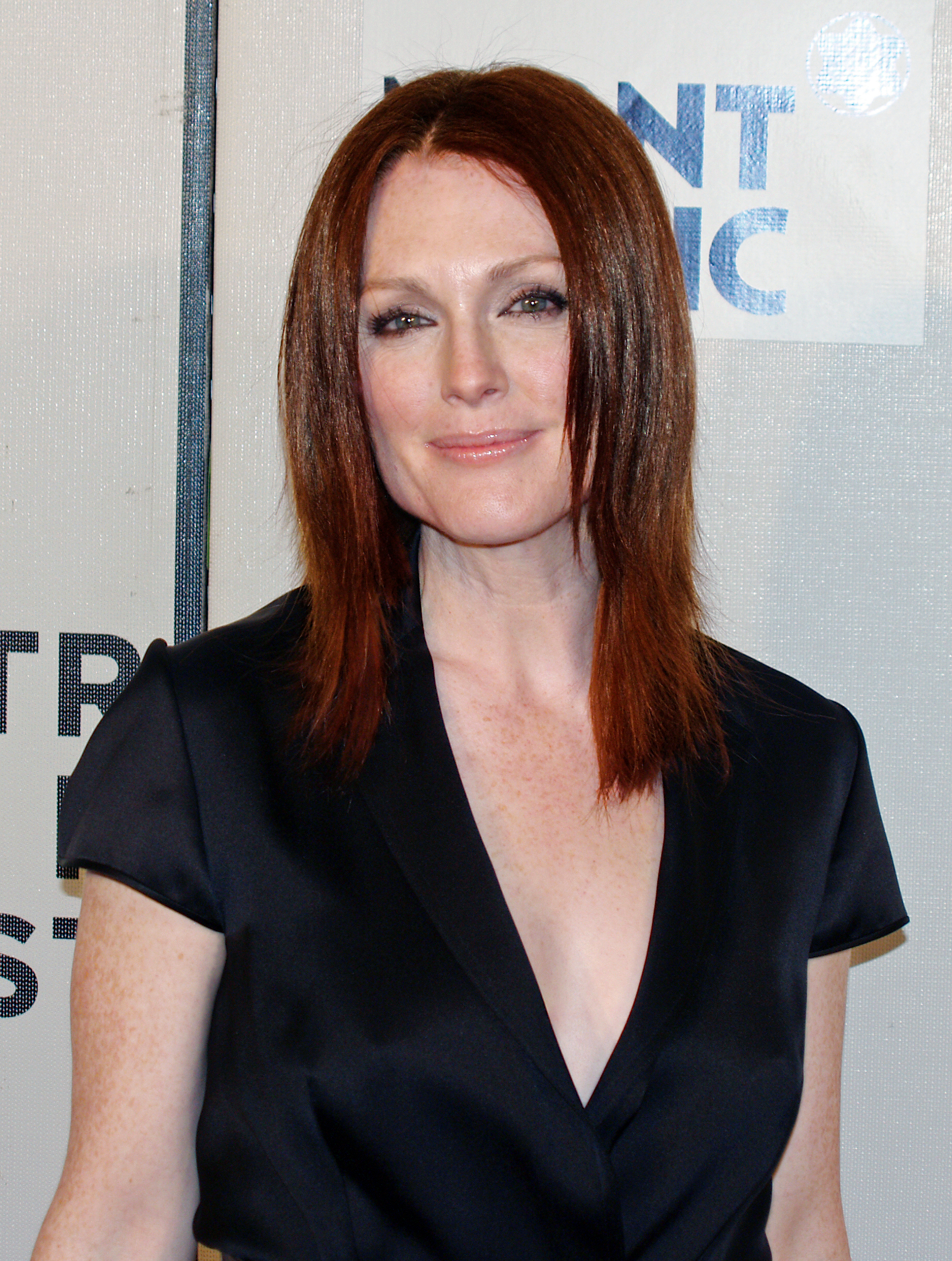
Julianne Moore al Tribeca Film Festival 2008

Nel 1983, all'età di 23 anni, si trasferisce a New York, dove lavora per qualche tempo come cameriera e appare in produzioni teatrali off-Broadway. Il successo ottenuto con la pièce Serious Money la mette in luce agli occhi di alcuni produttori televisivi, che la ingaggiano per interpretare un doppio ruolo nella soap opera Così gira il mondo, per cui vince un Emmy Award nel 1988. La scelta del suo nome d'arte è stata un po' complessa, infatti presso il Screen Actors Guild erano già registrate attrici con il nome di Julia Smith e Julie Moore, ed infine la scelta definitiva è caduta su Julianne Moore.
Inizia una lunga gavetta televisiva e cinematografica, con ruoli marginali in film come La mano sulla culla (1992), Body of Evidence (1993) e Benny & Joon (1993). Inizia ad ottenere i primi riconoscimenti, venendo candidata all'Independent Spirit Awards 1994 come miglior attrice non protagonista per America oggi di Robert Altman, due anni più tardi viene candidata nuovamente al premio come miglior attrice protagonista per Safe (1995) di Todd Haynes, con cui inizia una proficua collaborazione che la porta ad apparire in quasi tutti i suoi film, diventando sua attrice feticcio.
Grazie ai molti riconoscimenti ricevuti, inizia a ottenere parti in film di stampo hollywoodiano, come Nine Months - Imprevisti d'amore (1995) e il block buster Il mondo perduto - Jurassic Park (1997); entrambi i film ottengono ottimi incassi al botteghino.
Nel 1998 ottiene la sua prima candidatura all'Oscar alla miglior attrice non protagonista per Boogie Nights - L'altra Hollywood di Paul Thomas Anderson, e due anni dopo viene candidata nuovamente all'Oscar alla miglior attrice per Fine di una storia (1999). Recita quindi in La fortuna di Cookie (1999), Un marito ideale (1999) e Magnolia (1999), dove torna a essere diretta da Anderson. Negli anni seguenti si alterna tra produzioni commerciali e film indipendenti. Nel 2001 accetta di recitare in Hannibal, ereditando il ruolo dell'agente dell'FBI Clarice Starling che fu di Jodie Foster ne Il silenzio degli innocenti.
Nel 2003 ottiene una doppia candidatura all'Oscar, come miglior attrice per Lontano dal paradiso ancora sotto la regia di Haynes, per la cui interpretazione riceve la Coppa Volpi al Festival di Venezia, e come non protagonista per The Hours, ma anche questa volta non le viene assegnata l'ambita statuetta. La Moore risulta una delle poche attrici ad aver ottenuto la doppia candidatura e una delle tre a non aver vinto per nessuna delle due statuette a cui era candidata, unitamente a Sigourney Weaver nel 1989, Emma Thompson nel 1994 e Cate Blanchett nel 2008.

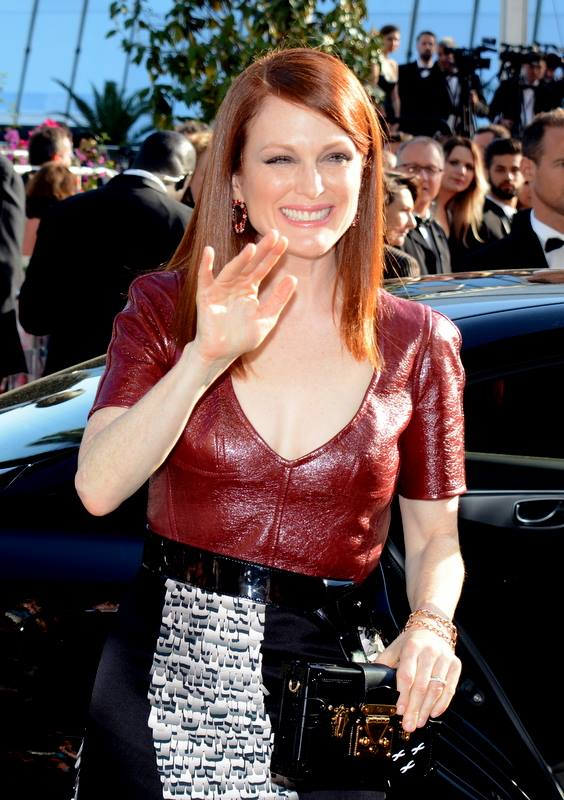
Julianne Moore al Festival di Cannes 2014

Negli anni seguenti partecipa a svariate pellicole più o meno di successo come The Forgotten (2004), Il colore del crimine (2006), I figli degli uomini (2006) e Next (2007). Nel 2007 è protagonista del controverso e incestuoso film di Tom Kalin Savage Grace, e nello stesso anno viene di nuovo diretta da Todd Haynes, che le riserva una piccola parte nel pluripremiato Io non sono qui.
Nel 2008 partecipa al film di Fernando Meirelles Blindness - Cecità, presentato al Festival di Cannes 2008 e al Toronto Film Festival; successivamente prende parte all'esordio alla regia dello stilista Tom Ford con A Single Man (2009).
Nel 2010 recita con Annette Bening nella commedia I ragazzi stanno bene di Lisa Cholodenko. Partecipa al famoso calendario Pirelli, nell'edizione 2011 firmata Karl Lagerfeld e che ha come tema la mitologia, vestendo i panni di Era. Nel 2011 recita nel film Crazy, Stupid, Love. Nel 2012 la sua interpretazione di Sarah Palin nel pluripremiato film TV Game Change le vale un Golden Globe, un Premio Emmy, un Critics' Choice Television Award e uno Screen Actors Guild Award.
A settembre 2013 entra ufficialmente nel cast del terzo capitolo del film Hunger Games, tratto dal romanzo Il canto della rivolta, nei panni della Presidentessa Alma Coin, mentre nel mese di ottobre dello stesso anno riceve la stella numero 2507 sulla Hollywood Walk of Fame.
Nel 2014 è protagonista delle pellicole Maps to the Stars, per cui si aggiudica il Prix d'interprétation féminine al Festival di Cannes, e Still Alice, in cui ricopre il ruolo di una donna a cui viene diagnosticato l'Alzheimer. Quest'ultima interpretazione, acclamata all'unanimità dalla critica, le vale il Golden Globe per la migliore attrice in un film drammatico, il BAFTA alla migliore attrice protagonista, lo Screen Actors Guild Award e soprattutto l'Oscar alla miglior attrice, ottenuto alla sua quinta candidatura.
Nel 2017 è nel cast del film La stanza delle meraviglie, diretto da Todd Haynes e presentato al Festival di Cannes. Inoltre, nello stesso anno, affianca Matt Damon nella pellicola Suburbicon, che affronta il problema del razzismo negli anni cinquanta. Il film viene presentato in concorso alla 74ª Mostra internazionale d'arte cinematografica di Venezia.

## Vita privata
Dal 1986 al 1995 è stata sposata con l'attore e regista John Gould Rubin. Dal 2003 è sposata con il regista Bart Freundlich, conosciuto nel 1996 sul set de I segreti del cuore. La coppia ha avuto due figli: Caleb e Liv, nati rispettivamente il 4 dicembre 1997 e l'11 aprile 2002.
Sostenitrice del Partito Democratico statunitense, durante le elezioni presidenziali statunitensi del 2004 ha sostenuto John Kerry nella sua campagna presidenziale. Dal 2002 è collaboratrice del ST Alliance, associazione che si prodiga nel creare consapevolezza nei confronti della sclerosi tuberosa. Nello stesso anno, in un'intervista concessa alla trasmissione televisiva Inside the Actor's Studio, si è dichiarata atea.

## Filmografia

### Attrice

#### Cinema
- I delitti del gatto nero (Tales from the Darkside: The Movie), regia di John Harrison (1990)
- La mano sulla culla (The Hand That Rocks the Cradle), regia di Curtis Hanson (1992)
- La pistola nella borsetta (The Gun in Betty Lou's Handbag), regia di Allan Moyle (1992)
- Body of Evidence, regia di Uli Edel (1993)
- Benny & Joon (Benny & Joon), regia di Jeremiah Chechick (1993)
- Il fuggitivo (The Fugitive), regia di Andrew Davis (1993)
- America oggi (Short Cuts), regia di Robert Altman (1993)
- Vanya sulla 42esima strada (Vanya on 42nd Street), regia di Louis Malle (1994)
- Safe, regia di Todd Haynes (1995)
- Un adorabile testardo (Roommates), regia di Peter Yates (1995)
- Nine Months - Imprevisti d'amore (Nine Months), regia di Chris Columbus (1995)
- Assassins, regia di Richard Donner (1995)
- Surviving Picasso, regia di James Ivory (1996)
- Il mondo perduto - Jurassic Park (The Lost World: Jurassic Park), regia di Steven Spielberg (1997)
- I segreti del cuore (The Myth of Fingerprints), regia di Bart Freundlich (1997)
- Boogie Nights - L'altra Hollywood (Boogie Nights), regia di Paul Thomas Anderson (1997)
- Hellcab - Un inferno di taxi (Chicago Cab), regia di Mary Cybulski e John Tintori (1997)
- Il grande Lebowski (The Big Lebowski), regia di Joel Coen (1998)
- Psycho, regia di Gus Van Sant (1998)
- La fortuna di Cookie (Cookie's Fortune), regia di Robert Altman (1999)
- Un marito ideale (An Ideal Husband), regia di Oliver Parker (1999)
- La mappa del mondo (A Map of the World), regia di Scott Elliott (1999)
- Fine di una storia (The End of the Affair), regia di Neil Jordan (1999)
- Magnolia, regia di Paul Thomas Anderson (1999)
- The Ladies Man, regia di Reginald Hudlin (2000)
- Hannibal, regia di Ridley Scott (2001)
- Evolution, regia di Ivan Reitman (2001)
- World Traveler, regia di Bart Freundlich (2001)
- The Shipping News - Ombre dal profondo (The Shipping News) regia di Lasse Hallström (2001)
- Lontano dal paradiso (Far from Heaven), regia di Todd Haynes (2002)
- The Hours, regia di Stephen Daldry (2002)
- Marie e Bruce - Finché divorzio non vi separi (Marie and Bruce), regia di Tom Cairns (2004)
- Laws of Attraction - Matrimonio in appello (Laws of Attraction), regia di Peter Howitt (2004)
- The Forgotten (The Forgotten), regia di Joseph Ruben (2004)
- Uomini & donne (Trust the Man), regia di Bart Freundlich (2005)
- The Prize Winner of Defiance, Ohio, regia di Jane Anderson (2005)
- Il colore del crimine (Freedomland), regia di Joe Roth (2006)
- I figli degli uomini (Children of Men), regia di Alfonso Cuarón (2006)
- Next, regia di Lee Tamahori (2007)
- Savage Grace, regia di Tom Kalin (2007)
- Io non sono qui (I'm Not There), regia di Todd Haynes (2007)
- Blindness - Cecità (Blindness), regia di Fernando Meirelles (2008)
- La vita segreta della signora Lee (The Private Lives of Pippa Lee), regia di Rebecca Miller (2009)
- A Single Man, regia di Tom Ford (2009)
- Chloe - Tra seduzione e inganno (Chloe), regia di Atom Egoyan (2009)
- I ragazzi stanno bene (The Kids Are All Right), regia di Lisa Cholodenko (2010)
- Elektra Luxx - Lezioni di sesso, regia di Sebastian Gutierrez (2010) - cameo
- Shelter - Identità paranormali (Shelter), regia di Måns Mårlind e Björn Stein (2010)
- Crazy, Stupid, Love, regia di Glenn Ficarra e John Requa (2011)
- Being Flynn, regia di Paul Weitz (2012)
- Quel che sapeva Maisie (What Maisie Knew), regia di Scott McGehee e David Siegel (2012)
- Don Jon, regia di Joseph Gordon-Levitt (2013)
- The English Teacher, regia di Craig Zisk (2013)
- Lo sguardo di Satana - Carrie (Carrie), regia di Kimberly Peirce (2013)
- Non-Stop, regia di Jaume Collet-Serra (2014)
- Maps to the Stars, regia di David Cronenberg (2014)
- Still Alice, regia di Richard Glatzer e Wash Westmoreland (2014)
- Hunger Games - Il canto della rivolta - Parte 1 (The Hunger Games: Mockingjay - Part 1), regia di Francis Lawrence (2014)
- Il settimo figlio (Seventh Son), regia di Sergej Vladimirovič Bodrov (2014)
- Freeheld - Amore, giustizia, uguaglianza (Freeheld), regia di Peter Sollett (2015)
- Il piano di Maggie - A cosa servono gli uomini (Maggie's Plan), regia di Rebecca Miller (2015)
- Hunger Games - Il canto della rivolta - Parte 2 (The Hunger Games: Mockingjay - Part 2), regia di Francis Lawrence (2015)
- La stanza delle meraviglie (Wonderstruck), regia di Todd Haynes (2017)
- Kingsman - Il cerchio d'oro (Kingsman: The Golden Circle), regia di Matthew Vaughn (2017)
- Suburbicon, regia di George Clooney (2017)
- Sotto sequestro (Bel Canto), regia di Paul Weitz (2018)
- Gloria Bell, regia di Sebastián Lelio (2018)
- Dopo il matrimonio (After the Wedding), regia di Bart Freundlich (2019)
- The Glorias, regia di Julie Taymor (2020)
- La donna alla finestra (The Woman in the Window), regia di Joe Wright (2021)
- Caro Evan Hansen (Dear Evan Hansen), regia di Stephen Chbosky (2021)
- Quando avrai finito di salvare il mondo (When You Finish Saving the World), regia di Jesse Eisenberg (2022)
- Sharper, regia di Benjamin Caron (2023)
- May December, regia di Todd Haynes (2023)
- La stanza accanto (The Room Next Door), regia di Pedro Almodóvar (2024)
- Echo Valley, regia di Michael Pearce (2025)

#### Televisione
- Così gira il mondo (As the World Turns) – serie TV, 19 puntate (1985-2010)
- Un difficile addio (The Last to Go), regia di John Erman – film TV (1991)
- Omicidi e incantesimi (Cast a Deadly Spell), regia di Martin Campbell – film TV (1991)
- 30 Rock – serie TV, 6 episodi (2009-2013)
- Game Change, regia di Jay Roach – film TV (2012)
- La storia di Lisey (Lisey’s Story), regia di Pablo Larraín – miniserie TV, 8 puntate (2021)
- Mary & George, regia di Oliver Hermanus, Alex Winckler e Florian Cossen – miniserie TV, 7 puntate (2024)
- Sirens, regia di Nicole Kassell, Quyen Tran e Lila Neugebauer – miniserie TV (2025)

### Doppiatrice
- Eagle Eye, regia di D.J. Caruso (2008) - non accreditata
- Free Me, videoclip di Sia (2017) - voce narrante
- Spirit - Il ribelle (Spirit Untamed), regia di Elaine Bogan (2021)

### Produttrice
- Gloria Bell, regia di Sebastián Lelio (2018)
- Dopo il matrimonio (After the Wedding), regia di Bart Freundlich (2019)

## Teatro
- Plenty di David Hare, regia di Edward Gilbert. Boston University Theatre di Boston (1983)
- The Bug di Richard Strand, regia di Jules Aron. Actors Theatre di Louisville (1989)
- Bone-the-Fish di Arthur Kopit, regia di James "Jim" Simpson. Actors Theatre di Louisville (1989)
- The Vertical Hour di David Hare, regia di Sam Mendes. Music Box Theatre di Broadway (2006)

## Riconoscimenti
È stata candidata cinque volte all'Oscar, vincendo l'ambita statuetta nella sezione di miglior attrice per Still Alice nel 2015. Si è aggiudicata anche tre Golden Globe a fronte di dieci candidature, un Premio BAFTA, due Screen Actors Guild Award e due Premi Emmy per il suo impegno televisivo. È, infine, la seconda attrice donna nella storia (dopo Juliette Binoche) ad aver completato la cosiddetta tripla corona europea della recitazione essere stata premiata a tutti e tre i principali festival cinematografici europei: Berlino, Cannes e Venezia.

## Doppiatrici italiane
Nelle versioni in italiano delle opere in cui ha recitato, Julianne Moore è stata doppiata da:
- Roberta Greganti in Psycho, Un marito ideale, Magnolia, Next, Blindness - Cecità, La vita segreta della signora Lee, Crazy, Stupid, Love, Quel che sapeva Maisie, Game Change, Lo sguardo di Satana - Carrie, Il settimo figlio, Il piano di Maggie - A cosa servono gli uomini, La stanza delle meraviglie, Kingsman - Il cerchio d'oro, Sotto sequestro, The Glorias, Caro Evan Hansen, La storia di Lisey, Sharper, La stanza accanto, Mary & George, Sirens, Echo Valley
- Franca D'Amato ne La fortuna di Cookie, The Shipping News - Ombre dal profondo, Lontano dal paradiso, The Hours, Uomini & donne, Io non sono qui, A Single Man, I ragazzi stanno bene, Shelter - Identità paranormali, The English Teacher, Non-Stop, Maps to the Stars, Hunger Games - Il canto della rivolta - Parte 1, Hunger Games - Il canto della rivolta - Parte 2, Dopo il matrimonio, May December
- Cristina Boraschi in Surviving Picasso, Boogie Nights - L'altra Hollywood, Fine di una storia, Evolution, The Forgotten, Il colore del crimine, Chloe - Tra seduzione e inganno, Being Flynn
- Roberta Pellini in Savage Grace, 30 Rock, Don Jon, Still Alice, Freeheld - Amore, giustizia, uguaglianza, Suburbicon, Gloria Bell, La donna alla finestra
- Pinella Dragani in Benny & Joon, Il mondo perduto - Jurassic Park, I figli degli uomini
- Eleonora De Angelis ne Il fuggitivo, Un adorabile testardo, Assassins
- Rossella Izzo in Vanya sulla 42esima strada, Laws of Attraction - Matrimonio in appello
- Alessandra Korompay in Safe, Nine Months - Imprevisti d'amore
- Georgia Lepore in Così gira il mondo (1a voce)
- Francesca Guadagno in Così gira il mondo (2a voce)
- Dania Cericola in Omicidi e incantesimi
- Ludovica Modugno ne La mano sulla culla
- Paola Valentini ne La pistola nella borsetta
- Anna Cesareni in Body of Evidence
- Loredana Nicosia in America oggi
- Barbara Berengo Gardin ne I segreti del cuore
- Elisa Galletta ne Il grande Lebowski
- Francesca Fiorentini ne La mappa del mondo
- Stefanella Marrama in Hannibal (entrambi i doppiaggi)
- Margherita Sestito in Marie e Bruce - Finché divorzio non vi separi

Da doppiatrice è sostituita da:
- Cristiana Lionello in Eagle Eye
- Giò Giò Rapattoni in Spirit - Il ribelle

## Opere letterarie
Julianne Moore è un'autrice bestseller di libri per ragazzi.
- Julianne Moore, Freckleface Strawberry, illustrazioni di LeUyen Pham, Bloomsbury Publishing, 2007, ISBN 9781599901077.
- Julianne Moore, Freckleface Strawberry and the Dodgeball Bully, illustrazioni di LeUyen Pham, Bloomsbury Publishing, 2009, ISBN 9781599903170.
- Julianne Moore, Freckleface Strawberry: Best Friends Forever, illustrazioni di LeUyen Pham, Bloomsbury Publishing, 2011, ISBN 9781599905518.